# Peter Július Kern
Peter Július Kern (* 31. Jänner 1881 in Palúdzka, heute Teil der Stadt Liptovský Mikuláš (Liptau-Sankt-Nikolaus); † 25. März 1963 ebenda) war ein slowakischer Maler und Restaurator. Er war der Neffe des österreichischen Malers Hermann Armin von Kern.

## Leben
Von 1896 bis 1901 studierte er an der Kunstgewerbeschule in Budapest, bevor er sich von 1912 bis 1913 auf Studienreise nach München begab. Er lebte in Liptovský Mikuláš. Nach der Gründung der Tschechoslowakei organisierte er die erste Ausstellung von slowakischen Künstlern.
Er galt als Maler der frühen Symbolik. Seine Werke umfassten Landschaftsmalerei, Porträts, Figuren und Stillleben. Er veranstaltete 1943 Einzelausstellungen in Bratislava und 1957 Liptovsky Mikulas. Neben der Malerei und Restauration widmete er sich auch der Wiederherstellung von Fotografien. 
Julius Peter Kern war einer der wenigen professionell ausgebildeten Restauratoren zur damaligen Zeit. Kern war spezialisiert auf die Restaurierung von Denkmälern, vor allem aus dem Barock. Er beteiligte sich z. B. an der Rettung von Kunstwerken des St. Elisabeth-Dom in Košice oder in der Pfarrkirche in Levoča.
Seine Bilder werden heute noch bei Auktionen im In- und Ausland verkauft. Peter Julius Kern ist in der Slowakei (Bratislava) heute noch ein bekannter Maler und Restaurator.
2011 fand zu seinem 130. Geburtstag eine Gedenkfeier in Bratislava statt.

## Werke (Auswahl)
- Die hohe Tatra
- Das Küchenmädchen
- Der Pfeifenraucher